# La stanza delle meraviglie (film 2023)
La stanza delle meraviglie (La Chambre des merveilles) è un film del 2023 diretto da Lisa Azuelos, adattamento cinematografico del primo romanzo di Julien Sandrel.

## Trama
Thelma è una mamma single ossessionata dal suo lavoro in un'azienda di cosmetici. Un giorno, mentre stava camminando con Louis, suo figlio, ha ricevuto l'ennesima telefonata professionale, che ha fatto infuriare Louis, che si è allontanato con il suo skateboard. Questi pochi secondi di disattenzione sono sufficienti perché Louis venga investito da un veicolo. È stato portato in ospedale in gravi condizioni. Thelma trova quindi tra gli effetti personali del figlio un diario che lui chiama il "quaderno delle meraviglie", nel quale Louis ha scritto le azioni che vorrebbe compiere in futuro. Thelma poi si mette in testa di compiere lei stessa queste azioni in modo che lui possa viverle attraverso lei.

## Accoglienza

### Botteghino
Nel suo primo giorno di distribuzione in Francia, La Chambre des merveilles ha registrato 41.356 spettatori, di cui 19.560 in anteprima, per un totale di 1.687 proiezioni proposte. Considerando le anteprime, il film si posiziona al primo posto del box-office delle novità nel giorno di debutto, davanti a Sage-Homme (31.685).
Al termine della prima settimana di distribuzione nelle sale francesi, in concomitanza con il Printemps du cinéma, il lungometraggio totalizza 298.308 spettatori, classificandosi al quinto posto nel box-office, dietro 2 matrimoni alla volta (302.253) e davanti a Sage-Homme (279.606).
Nella seconda settimana, il film arriva al nono posto nella classifica settimanale del box-office con ulteriori 117.724 spettatori, posizionandosi dietro Les Petites Victoires (120.758) e davanti a De grandes espérances (76.709).